# アイブスジャスティン
アイブス ジャスティン（英語名：Justine Ives、1984年5月24日 - ）は、ニュージーランド出身の日本のラグビー選手。
2015年10月現在、日本代表通算33キャップを獲得している。現在は日本国籍。

## プロフィール
- 身長196cm、体重105kg
- 血液型O型
- 愛称はバッド、Ivesy。
- ポジションはロック(LO)、フランカー(FL)。

## 経歴
- 1996年 - 2003年 タイエリ高校[1]
- 2003年 - 2008年 NPCオタゴB
- 2008年 - 2012年 パナソニックワイルドナイツ
- 2013年 - 2015年[2] キヤノンイーグルス[3]
- 2016年[4] - 2018年[5]クボタスピアーズ

ニュージーランドで生まれ、4歳より近所の友人たちとラグビーを始める。
2011年2月28日に日本代表に初選出され、同年5月1日にHSBCアジア5カ国対抗韓国戦において代表デビューを果たす。その後も各代表試合に出場するが、ラグビーワールドカップ直前のイタリア遠征にてイタリア代表と対戦した際、左膝靭帯を負傷する。ワールドカップ日本代表にも選出されたが、左膝の状態が回復しないため、試合に出場できないまま代表メンバーから離脱することとなった。
2012年度は、パナソニックに籍を置いたままニュージーランドITMカップのオタゴに参加し、スーパーラグビーへの参戦を目指していた。
2015年、ワールドカップの日本代表に選出された。